# Rabac
Rabac (Italiaans: Porto Albona of Rabaz) is een plaats in Istrië, dat deel uitmaakt van Kroatië, aan de Adriatische Zee. Een nabije stad is Opatija.

## Toerisme
Rabac is oorspronkelijk een oude vissersstad maar is heden ten dage uitgegroeid tot een levendige badplaats met vele restaurants en uitgaansgelegenheden, waar plaats is voor meer dan tienduizend toeristen.

## Ligging
Rabac maakt deel uit van de gemeente Labin wat boven op de berg ligt waar Rabac in een dal aan de zee ligt. Door de communistische tijd is het toerisme hier uitgebreider geworden door de drie hotels die aan het begin van de plaats liggen aan de grondslag van camping Oliva (olijf). Sinds deze tijd is het toerisme luxueuzer en uitgebreider geworden met verschillende hotels die ook huishouding geven aan de westerse toeristen.
Rabac omsluit een baai met haven, met daaromheen beboste hellingen, waar men op uitkijkt vanaf een van de terrasjes van de haven.
Op haar rotsplateaus en kiezelstranden kan men genieten van de zon en het water. Naaktstranden zijn hier ook aanwezig langs de kust.
Het tegenover gelegen Kroatische eiland Cres is ook te bereiken, waar men excursies kan maken.

## Watersport
Men heeft hier de mogelijkheid tot watersport, o.a. ; waterskiën, snorkelen en windsurfen of voor mensen met een eigen boot zijn er hier boothellingen en takels aanwezig.

## Accommodaties
Rabac beschikt over campings, hotels, kamers en appartementen.
Plaatsen in Istrië: Banjole · Bertoki · Buje · Buzet · Fažana · Hum · Izola · Jagodje · Koper · Koromačno · Labin · Lucija · Medulin · Motovun · Muggia · Novigrad · Pazin · Peroj · Piran · Portorož · Poreč · Premantura ·  Pula · Rabac Luka · Ravni · Roč · Rovinj · Savudrija · Škocjan · Stalije · Štinjan · Trget · Umag · Višnjan · Vodnjan · Vrsar
Taal in Istrië: Čakavisch · Istriotisch · Istro-Roemeens · Italiaans · Sloveens · Kroatisch · Venetiaans
Andere artikelen over Istrië: Golf van Triëst · Istrische Democratische Assemblee · Italianisering · Baai van Koper · Baai van Muggia · Baai van Piran · Kvarner · Lim · Mario Andretti · Nino Benvenuti · Sergio Endrigo · Učka